# Gonomyia jejuna
Gonomyia jejuna är en tvåvingeart som beskrevs av Alexander 1916. Gonomyia jejuna ingår i släktet Gonomyia och familjen småharkrankar.
Artens utbredningsområde är Peru. Inga underarter finns listade i Catalogue of Life.